# Зубков, Александр Иванович

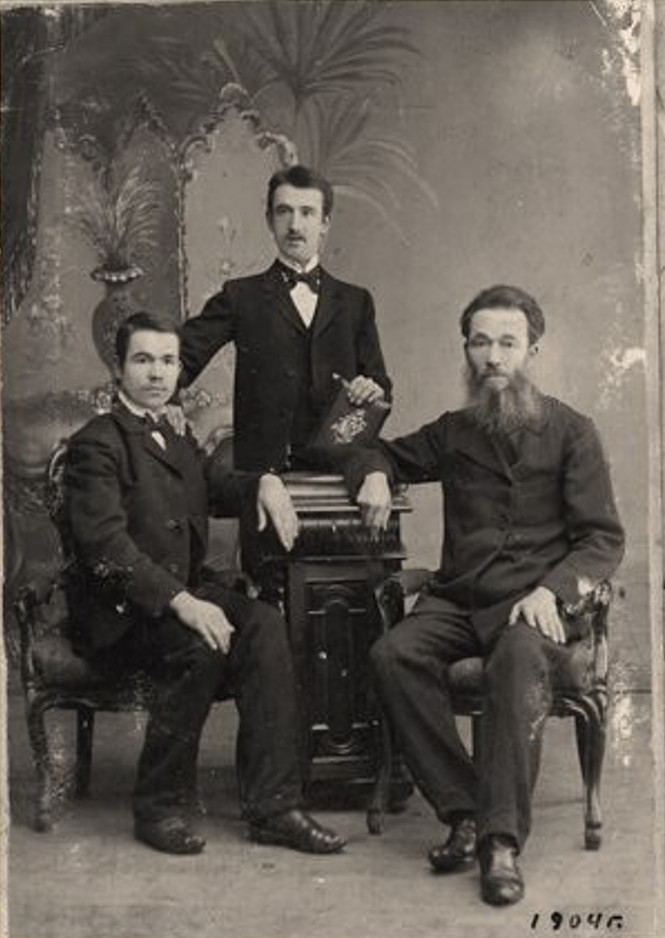
Династия иконописцев — Зубков Иван Васильевич с сыновьями Александром (слева) и Иваном (в центре), 1904 г.

Александр Иванович Зубков (1885, Дерягино (Вязниковский уезд Владимирской губернии в настоящее время Ивановская область) — 17 октября 1938, в других источниках 9 марта 1945) — русский, советский художник — график, иконописец, стенописец, мастер лаковой миниатюры, один из основателей и председатель Артели древней живописи. Представитель династии художников — иконописцев Зубковых XVIII — XX века.

## Биография

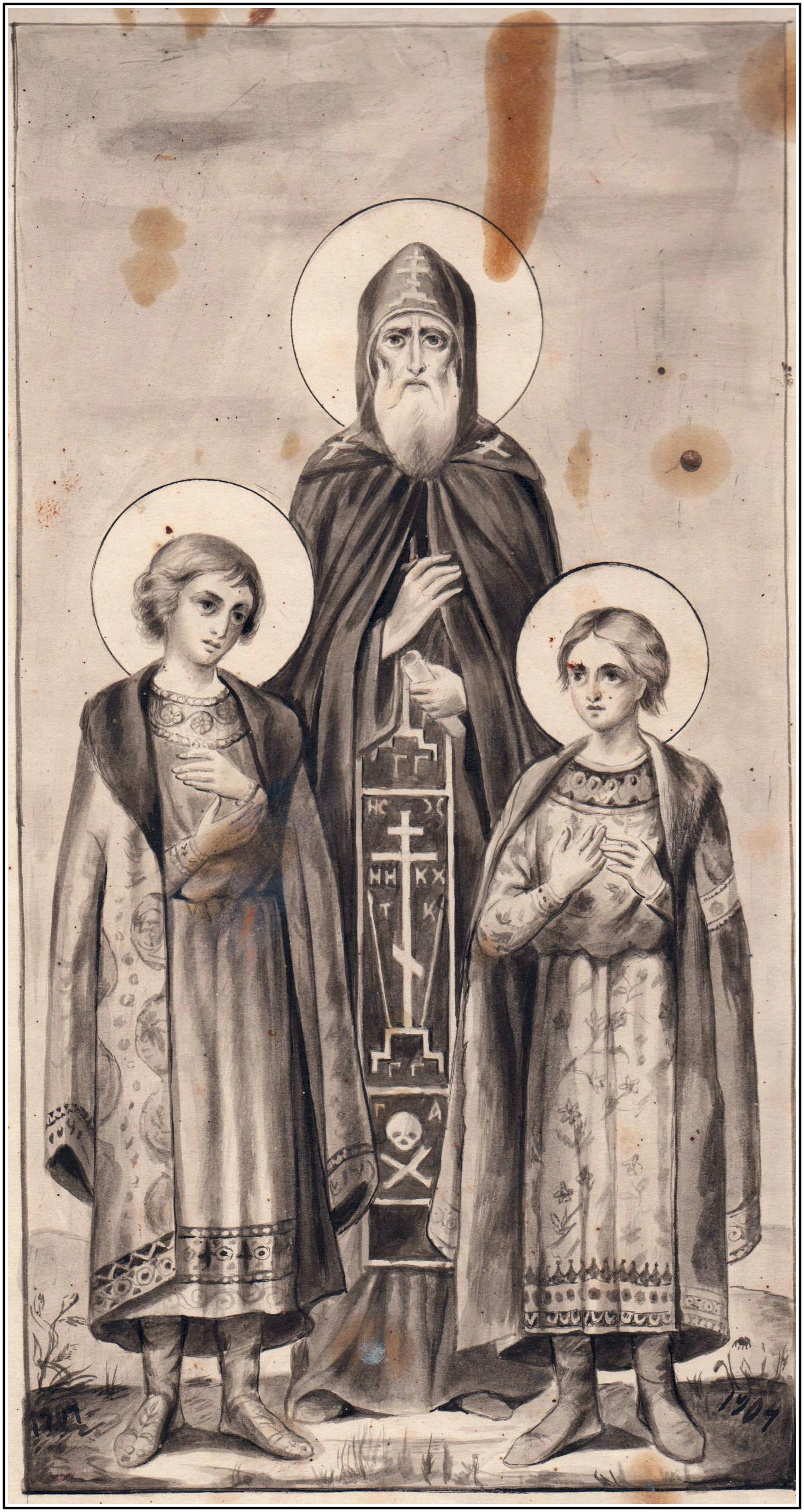
А. И. Зубков. Святой Князь Феодор с сыновьями Давидом и Константином. 1904.

Родился в 1885 году в деревне Дерягино Владимирской губернии, неподалёку от Палеха. Происходил из потомственной семьи иконописцев Зубковых. В областных архивных документах XVIII века упоминаются, проживавшие в Дерягино иконописцы — его отец — Иван Васильевич, дед — Василий Арсентьевич и прадед — Арсентий Тимофеевич Зубковы. Иконописцем был и его старший брат Иван.
Учился вместе с братом в земской школе. Первые уроки живописи получил у своего отца — известного иконописца — Ивана Васильевича — одного из лучших мастеров платьечников своего времени.
В 1889 году, когда Александру было 4 года пожар уничтожил дом и всё имущество семьи Зубковых. Его отец попал в кабалу Братьев Белоусовых, владевших иконописной мастерской. Чтобы выжить ему пришлось уехать в Самару, где артель Белоусовых выполняла подряды по росписи местных храмов.
По семейной традиции в десять лет его отдают в обучение в иконописную мастерскую. В течение 6 лет ученики не только постигали основы иконописного искусства, но и исполняли роль подсобных рабочих, выполняя хозяйственные работы для своих учителей.
Художественный талант Александра не остался не замеченным и в возрасте 15 лет его отправляют совершенствовать стенописное мастерство в село Чулково Муромского уезда Владимирской губернии. В 1900 году он принимал участие в художественном оформлении местной церкви Воздвижения Креста Господня.
По завершении работ Александр Зубков присоединяется к отцу и брату, работающим в Самаре. Во время проживания в Самаре он берёт уроки живописи у ученика Айвазовского Н. П. Осипова.
Среди работ, выполненных художниками мастерской Белоусовых: роспись кафедрального Воскресенского, Собора Казанской иконы Божией Матери (Самара), храмов Иверского женского монастыря, Ильинской церкви, церквей в самарских сёлах Екатериновка, Семёновка, Большая Глушица, Берёзовый Яр, иконостасы соборного храма в самарском Николаевском мужском монастыре, шестиярусный иконостас церкви в честь Воздвижения Креста Господня в Палехе. Создаются храмовые иконы для Свято-Троицкого женского монастыря Бузулукского уезда Самарской губернии, других храмов.
Во время революционных событий 1905—1907 годов принимал участие в работе марксистского кружка в Палехе, распространял номера газеты «Искра», брошюры РСДРП, революционные прокламации и книги. По его инициативе, а также других художников-иконописцев — Д. И. Салапина, А. В. Котухина и других работников мастерской было организовано выступление с требованием сокращения продолжительности рабочего дня. В результате он был сокращён с 12 до 10 часов.
Работу художника пришлось прервать на время Первой мировой войны, в которой он принимал участие.

## Артель древней живописи
После революционных событий 1917 года спрос на религиозную живопись резко падает и семье Зубковых, как и другим палешанам пришлось искать другие способы существования. Им приходилось заниматься натуральным крестьянским хозяйством.
В начале 1920-х годов постепенно возрождается палехское искусство, приспосабливающееся к новым политическим реалиям. Возникает артель росписи по дереву и уже в 1923 году на Всесоюзной сельскохозяйственной выставке, были представлены первые новые работы палехских мастеров на папье-маше и сразу награда — диплом 1-й степени. Как следствие, в следующем 1924 году «Москуст» — организация, созданная для объединения производства и торговли, предложила палехским мастерам создать собственную артель по выпуску художественных товаров и подготовить работы для Парижской выставки и выставки в Англии. В группу из семи учредителей Артели древней живописи вошли Иван и Александр Зубковы. Председателем правления был избран А. В. Котухин, а Александр Зубков занял должность секретаря.
На Зубкове лежала ответственность за организационную и юридическую работу Артели. Он принимал участие в разработке устава организации. Новые местные власти первоначально отнеслись с недоверием к новому художественному учреждению, опасаясь, что под этой вывеской может скрываться попытка восстановления иконописных работ.

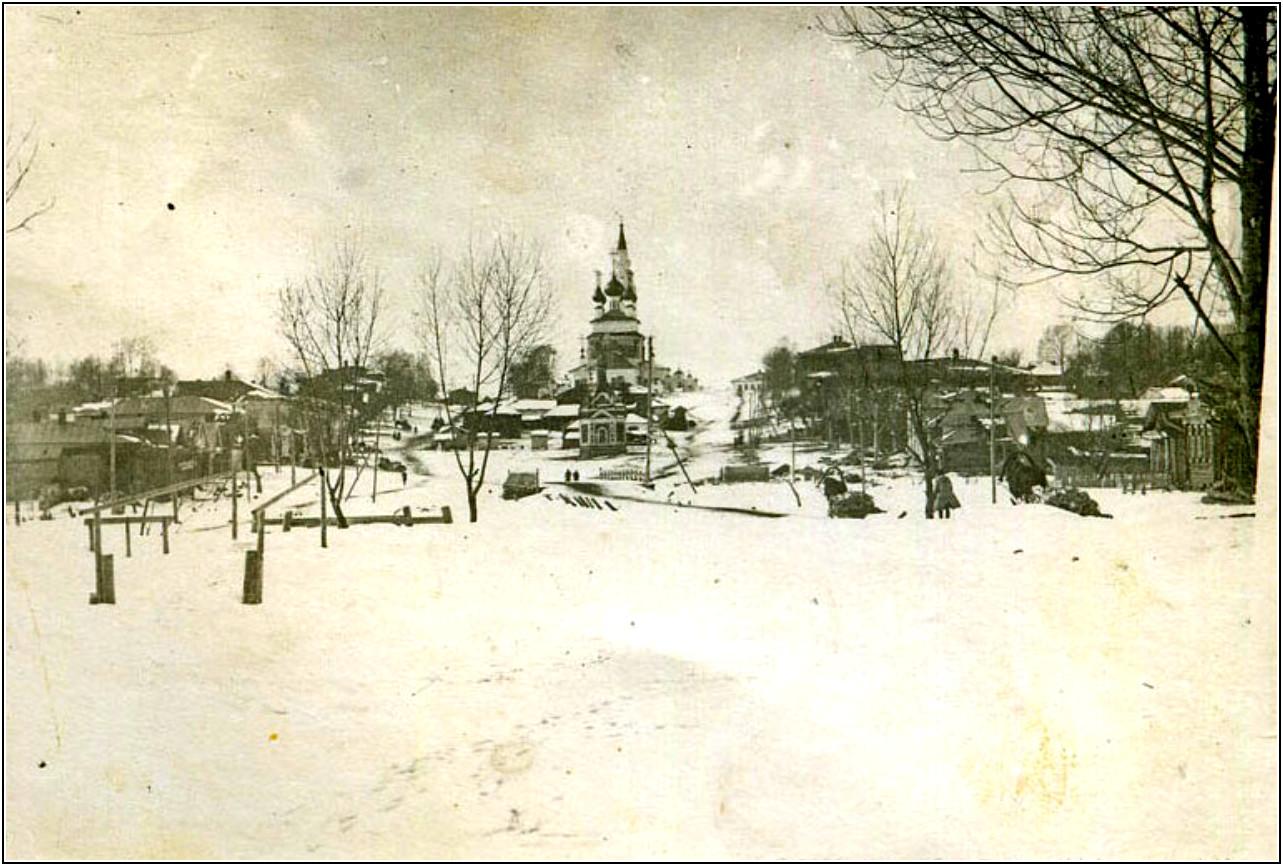
Палех начала 1920-х годов

Только с четвёртой попытки, когда Зубков представил администрации два десятка миниатюр, выполненных на папье-маше — шкатулок, портсигар, панелей и т. д. устав был утверждён и артель получила разрешение на получение собственного штампа и печати. День регистрации артели — 4 декабря 1924 года стал датой рождения нового советского палехского искусства.
В 1928 году Зубков становится председателем Артели. Он обеспечивает производство необходимыми материалами, заключает договоры, расширяет рынок сбыта, создаёт при Артели художественную школу по подготовке подрастающих мастеров, выступает инициатором открытия музея в бывшем Крестовоздвиженском храме. В 1935—1938 годах возглавляет Товарищество художников Палеха.
В своих воспоминаниях Н. М. Зиновьев отмечал организаторские способности Зубкова:

При его заботах и активности Артель древней живописи выросла за небольшой промежуток времени из семи человек до ста двадцати. Он энергично справлялся со всеми трудностями. При его председательстве Артель пережила несколько переходных ступеней, когда особенно требовалось быть бдительным в защите интересов Артели. Также ему много пришлось отдавать забот по организации школы в Артели, по приобретению и устройству новых помещений, ему пришлось много хлопотать о снабжении продовольствием и производственными материалами, заботиться о культурно — политическом воспитании членов Артели.— Воспоминания Н. М. Зиновьева
При Зубкове Палех становится одним из центров зарождающегося советского искусства. Его посещают как советские так и иностранные гости: Илья Эренбург, Борис Пильняк, Дмитрий Семеновский, Николай Зарудин, Валентин Катаев, американский профессор из Лос-Анджелеса Джон Каррузер, журналист из США Альберт Рис Вильямс, из Франции — кутюрье Поль Вайян. Всех их принимал председатель Артели Зубков, в своём доме.
5 июня 1938 года Зубков был арестован. На основании доноса его обвиняли в шпионаже в пользу Германии, ведении контрреволюционной пропаганды, покрывании бывших кулаков. 23 сентября 1938 года он был приговорён к расстрелу и 17 октября расстрелян. По другим сведениям он умер в 1945 году от инфаркта, о чём было сообщено в 1956 году его жене Марии Васильевне.
Проверка дела Зубкова № 9734, проведённая в 1958 году, установила необоснованность обвинения. Уголовное дело было прекращено а сам Зубков реабилитирован. Место его захоронения осталось неизвестным. У него осталось два сына — Борис (погиб во время войны) и Валерий.
Внучка Зубкова, Чумакова Галина Валерьевна вспоминает:

 "Дедушка был очень добрый, ласковый, внимательный… и на работе всегда был спокойный, подтянутый, в любимом сером костюме — тройка и всегда при галстуке — всегда был к себе строг и одевался с большим вкусом.
— Воспоминания внучки А. И. Зубкова, Чумаковой Галины Валерьевны

## Творчество

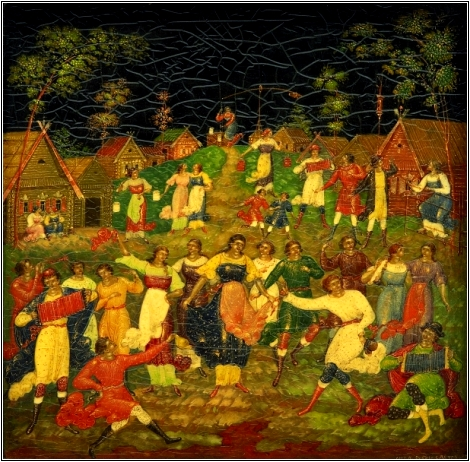
Лаковая миниатюра, 1924 г. Приобретена в Москве в 1920-е гг. супругой посла Швеции

После репрессии большинство его работ были утеряны. Сохранились единичные ранние графические работы, выполненные под художественным влиянием его отца — Ивана Васильевича Зубкова. Росписи храмов, выполненные мастерской братьев Белоусовых в работе которой принимал участие Зубков, также в большинстве своём не сохранились. Его кисти принадлежат фрагменты росписи церкви в селе Чулково Муромского уезда Владимирской губернии.
С 1925 года участвовал в выставках палехского искусства с работами, посвящёнными современной деревне, фольклорными сюжетами.
Зубков являлся автором очерков: «История артели древней живописи», «Десятилетие палехской артели древней живописи».
Здание, в котором жил и работал один из организаторов артели древней живописи, основоположник искусства Советского Палеха, художник и представитель артели Зубков Александр Иванович — рабочий посёлок, Палех, ул. Голикова, д. N 59 признано объектом культурного наследия.